# Каменоломні (станція)
Каменоломні — залізнична станція Ростовського регіону Північно-Кавказької залізниці у селищі міського типу Каменоломні.
Зупинка електропоїздів з Ростова-Головного на Лиху, Чертково, Усть-Донецьку й Глибоку.
На станції найбільше вагонне депо у Ростовській області.

## Історія
Великі обсяги видобутого вугілля з Грушівських копалень можливо було перевозити тільки залізницею. Тому біля Максимовського хутору в 1863 році за 0,5 версти побудована залізнична станція Максимівка дільниці від станцій Грушевська й Аютинська до Аксайської Козлово-Воронізько-Ростовської залізниці (згодом перейменованої на Південно-Східну залізницю). Будівництво залізничної дільниці тривало 3 роки. 1863 року запрацювало паровозне (за СРСР стало локомотивним) депо.
Станція Максимовська стала розпорядчою в 1870-ті роки.
1902 року Максимовську залізничну станцію перейменовано на Каменоломні. Перейменування було викликано плутаниною від існування іншої станції Максимовка на тій же залізниці.
1923 року засноване вагонне депо при паровозному, а 1933 року воно стало самостійним підприємством.
1933 року селище Максимо-Новогрушівський при залізничній станції Каменоломні перейменовано на Каменоломні й віднесено до категорії робітничих селищ.
За передвоєнні роки тут звели Будинок культури залізничників.
Під час німецько-радянської війни зруйновані: вокзал залізничної станції, станційні колії, 109 стрілкових переводів та стрілкові будки. 2003 року сформовано Каменоломенський опорний центр управління перевезеннями з 12 станціями від Сулина до Новочеркаська.
До 2017 року тут існувало найстаріше локомотивне депо Північно-Кавказької залізниці у Ростовській області, що слугувало з 1863 року.